# Tremella
Tremella of Trilzwam is een geslacht van schimmels behorend tot de familie Tremellaceae. De wetenschappelijke naam van het geslacht werd in 1794 gepubliceerd door Christiaan Hendrik Persoon.

## Soorten
Volgens Index Fungorum bestaat het geslacht uit 169 soorten (peildatum februari 2023):
| Soortnaam                                      | Auteur(s)                                            | Publicatiejaar |
| ---------------------------------------------- | ---------------------------------------------------- | -------------- |
| Tremella acaciae                               | L.S. Olive                                           | 1958           |
| Tremella anaptychiae                           | J.C. Zamora & Diederich                              | 2017           |
| Tremella arachispora                           | P. Roberts                                           | 2003           |
| Tremella armeniaca                             | Bandoni & J. Carranza                                | 1997           |
| Tremella aspera                                | Coker                                                | 1920           |
| Tremella aurantiolutea                         | Lowy                                                 | 1978           |
| Tremella australiensis                         | Lloyd                                                | 1913           |
| Tremella australis                             | F. Wu, L.F. Fan & Y.C. Dai                           | 2021           |
| Tremella bambusina                             | Sacc.                                                | 1917           |
| Tremella basidiomaticola                       | Xin Zhan Liu & F.Y. Bai                              | 2020           |
| Tremella boninensis                            | (Kobayasi) S. Ito & S. Imai                          | 1940           |
| Tremella boraborensis                          | L.S. Olive                                           | 1958           |
| Tremella bryonectriae                          | Döbbeler                                             | 2019           |
| Tremella callunicola                           | P. Roberts                                           | 2001           |
| Tremella caloceraticola                        | Hauerslev                                            | 1999           |
| Tremella caloplacae                            | (Zahlbr.) Diederich                                  | 2003           |
| Tremella candelariellae                        | Diederich & Etayo                                    | 1996           |
| Tremella carneoalba                            | Coker                                                | 1920           |
| Tremella caulicola                             | Kobayasi                                             | 1939           |
| Tremella celata                                | Pérez-Ort., Millanes, V.J. Rico & J.C. Zamora        | 2016           |
| Tremella cephalodiicola                        | Diederich                                            | 1996           |
| Tremella cerebriformis                         | Chee J. Chen                                         | 1998           |
| Tremella cetrariellae                          | Millanes, Diederich, M. Westb., Pippola & Wedin      | 2015           |
| Tremella cetrariicola                          | Diederich & Coppins                                  | 1996           |
| Tremella cheejenii                             | Xin Zhan Liu & F.Y. Bai                              | 2019           |
| Tremella christiansenii                        | Diederich                                            | 1996           |
| Tremella cladoniae                             | Diederich & M.S. Christ.                             | 1996           |
| Tremella clavisterigma                         | Lowy                                                 | 1964           |
| Tremella coalescens                            | L.S. Olive                                           | 1952           |
| Tremella coccocarpiae                          | Diederich                                            | 1996           |
| Tremella coffeicola                            | (Berk.) P. Roberts                                   | 2004           |
| Tremella colpomaticola                         | Hauerslev                                            | 1999           |
| Tremella coppinsii                             | Diederich & G. Marson                                | 1988           |
| Tremella crystallina                           | E.H.L. Krause                                        | 1930           |
| Tremella dactylobasidia                        | J.C. Zamora                                          | 2009           |
| Tremella dendrographae                         | Diederich & Tehler                                   | 1996           |
| Tremella diaporthicola                         | Ginns & M.N.L. Lefebvre                              | 1993           |
| Tremella diederichiana                         | Pérez-Ort., Millanes, V.J. Rico & J.C. Zamora        | 2016           |
| Tremella diploschistina                        | Millanes, M. Westb., Wedin & Diederich               | 2012           |
| Tremella dirinariae                            | Diederich, Millanes & Wedin                          | 2015           |
| Tremella discicola                             | Van de Put                                           | 2004           |
| Tremella dumontii                              | Lowy                                                 | 1976           |
| Tremella durissima                             | Lowy                                                 | 1962           |
| Tremella effusa                                | Y.B. Peng                                            | 1987           |
| Tremella endosporogena                         | Pérez-Ort., Millanes, V.J. Rico & J.C. Zamora        | 2016           |
| Tremella episphaerica                          | Rick                                                 | 1958           |
| Tremella erythrina                             | Xin Zhan Liu & F.Y. Bai                              | 2019           |
| Tremella everniae                              | Diederich                                            | 1996           |
| Tremella exigua (Zuurbestrilzwam)              | Desm.                                                | 1847           |
| Tremella flammea                               | Kobayasi                                             | 1939           |
| Tremella flava                                 | Chee J. Chen                                         | 1998           |
| Tremella fuciformis                            | Berk.                                                | 1856           |
| Tremella fuscosuccinea                         | Chee J. Chen                                         | 1998           |
| Tremella giraffa (Giraftrilzwam)               | Chee J. Chen                                         | 1998           |
| Tremella globispora (Wittige druppeltrilzwam)  | D.A. Reid                                            | 1970           |
| Tremella grandibasidia                         | L.S. Olive                                           | 1958           |
| Tremella graphidastrae                         | Diederich                                            | 1996           |
| Tremella graphidis                             | Diederich, Millanes, Wedin & Common                  | 2015           |
| Tremella griseola                              | Malysheva                                            | 2015           |
| Tremella guangxiensis                          | F. Wu, L.F. Fan & Y.C. Dai                           | 2021           |
| Tremella guttiformis                           | (Berk. & Broome) Bandoni                             | 1961           |
| Tremella haematommatis                         | Diederich                                            | 1996           |
| Tremella hainanensis                           | Y.B. Peng                                            | 1982           |
| Tremella harrisii                              | Diederich                                            | 1996           |
| Tremella hemifoliacea                          | Lloyd                                                | 1925           |
| Tremella huuskonenii                           | Diederich, Myllys, Goward & H. Lindgr.               | 2015           |
| Tremella hymenophaga                           | M. Dueñas                                            | 2001           |
| Tremella hypocenomyces                         | Diederich                                            | 1996           |
| Tremella hypogymniae                           | Diederich & M.S. Christ.                             | 1996           |
| Tremella iduensis                              | Kobayasi                                             | 1939           |
| Tremella imshaugiae                            | Diederich, Coppins, R.C. Harris, Millanes & Wedin    | 2020           |
| Tremella incrustans                            | Kobayasi                                             | 1939           |
| Tremella indecorata (Bruinige druppeltrilzwam) | Sommerf.                                             | 1826           |
| Tremella invasa (Dwergkorsttrilzwam)           | (Hauerslev) Hauerslev                                | 1996           |
| Tremella japonica                              | (Lloyd) Lloyd                                        | 1915           |
| Tremella karstenii                             | Hauerslev                                            | 1999           |
| Tremella latispora                             | F. Wu, L.F. Fan & Y.C. Dai                           | 2021           |
| Tremella laurisilvae                           | Kout                                                 | 2015           |
| Tremella leptogii                              | Diederich                                            | 1996           |
| Tremella lethariae                             | Diederich                                            | 2003           |
| Tremella lichenicola (Echte korstmostrilzwam)  | Diederich                                            | 1986           |
| Tremella lloydiae-candidae                     | Wojewoda                                             | 1981           |
| Tremella lobariacearum                         | Diederich & M.S. Christ.                             | 1996           |
| Tremella longibasidia                          | Y.B. Peng                                            | 1989           |
| Tremella macrobasidiata                        | J.C. Zamora, Pérez-Ort. & V.J. Rico                  | 2011           |
| Tremella macroceratis                          | Diederich & Hafellner                                | 1996           |
| Tremella mangensis                             | Y.B. Peng                                            | 1982           |
| Tremella mayorgae                              | Lowy                                                 | 1977           |
| Tremella mayrhoferi                            | J.C. Zamora, Millanes, Etayo & Wedin                 | 2018           |
| Tremella menglunensis                          | Y.B. Peng                                            | 1984           |
| Tremella mesenterella                          | Bandoni & Ginns                                      | 1999           |
| Tremella mesenterica (Gele trilzwam)           | (Schaeff.) Pers.                                     | 1801           |
| Tremella microcarpa                            | Diederich                                            | 1996           |
| Tremella monospora                             | Diederich                                            | 1996           |
| Tremella montis-wilhelmii                      | Diederich                                            | 1996           |
| Tremella moriformis                            | Sm. & Sowerby                                        | 1812           |
| Tremella nashii                                | Diederich                                            | 2007           |
| Tremella neofibulifera                         | Kobayasi                                             | 1939           |
| Tremella nephromatis                           | Diederich                                            | 1996           |
| Tremella nieblae                               | Diederich & van den Boom                             | 2007           |
| Tremella nigrifacta                            | Bandoni & J. Carranza                                | 1997           |
| Tremella normandinae                           | Diederich                                            | 1996           |
| Tremella obscura (Verborgen trilzwam)          | (L.S. Olive) M.P. Christ.                            | 1954           |
| Tremella occultifuroidea                       | Chee J. Chen & Oberw.                                | 1999           |
| Tremella pallida                               | Overh.                                               | 1926           |
| Tremella papuana                               | Diederich                                            | 1996           |
| Tremella parmeliarum                           | Diederich                                            | 1996           |
| Tremella parmeliellae                          | Diederich & Sérus.                                   | 1996           |
| Tremella penetrans (Doordringende trilzwam)    | (Hauerslev) Jülich                                   | 1983           |
| Tremella pertusariae                           | Diederich                                            | 1996           |
| Tremella phaeographidis                        | Diederich, Coppins & Bandoni                         | 1996           |
| Tremella phaeographinae                        | Diederich & Aptroot                                  | 1996           |
| Tremella phaeophysciae (Schaduwmostrilzwam)    | Diederich & M.S. Christ.                             | 1996           |
| Tremella protoparmeliae                        | Diederich & Coppins                                  | 1996           |
| Tremella psoroglaenae                          | Diederich                                            | 1996           |
| Tremella psoromicola                           | Diederich                                            | 1996           |
| Tremella pulvinalis                            | Kobayasi                                             | 1939           |
| Tremella pyrenophila                           | Traverso & Migliardi                                 | 1914           |
| Tremella pyrenulae                             | Diederich, Millanes, Wedin & Common                  | 2015           |
| Tremella ramalinae                             | Diederich                                            | 1996           |
| Tremella ramarioides                           | M. Zang                                              | 1992           |
| Tremella resupinata                            | Chee J. Chen                                         | 1998           |
| Tremella rhizocarpicola                        | Diederich, Millanes & Wedin                          | 2014           |
| Tremella rhytidhysterii                        | J.L. Bezerra & Kimbr.                                | 1978           |
| Tremella rinodinae                             | Diederich & M.S. Christ.                             | 1996           |
| Tremella riobrancensis                         | Lowy                                                 | 1982           |
| Tremella roseolutescens                        | Bandoni & J. Carranza                                | 1997           |
| Tremella rubromaculata                         | Lowy                                                 | 1964           |
| Tremella rufobrunnea                           | L.S. Olive                                           | 1948           |
| Tremella saccharicola                          | Khunnamw., Suruss., J.R.A. Ribeiro, Hagler & Limtong | 2019           |
| Tremella sakanensis                            | Henn.                                                | 1908           |
| Tremella salmonea                              | Xin Zhan Liu & F.Y. Bai                              | 2019           |
| Tremella samoensis                             | Lloyd                                                | 1919           |
| Tremella sanguinea                             | Y.B. Peng                                            | 1990           |
| Tremella santessonii                           | Diederich                                            | 1994           |
| Tremella sarniensis                            | P. Roberts                                           | 2001           |
| Tremella shuangheensis                         | Q.M. Wang, F.Y. Bai & A.H. Li                        | 2020           |
| Tremella silvae-dravedae                       | Hauerslev                                            | 1999           |
| Tremella spicata                               | Bourdot & Galzin                                     | 1924           |
| Tremella spicifera                             | Van Ryck., Van de Put & P. Roberts                   | 2002           |
| Tremella steidleri (Eikenkerntrilzwam)         | (Bres.) Bourdot & Galzin                             | 1928           |
| Tremella stevensiana                           | Diederich                                            | 1994           |
| Tremella stictae                               | Diederich                                            | 1996           |
| Tremella subalpina                             | Malysheva                                            | 2015           |
| Tremella subanomala                            | Coker                                                | 1920           |
| Tremella subencephala                          | Bandoni & Ginns                                      | 1993           |
| Tremella subfibulifera                         | Alvarenga, F. Wu, L.F. Fan & Y.C. Dai                | 2021           |
| Tremella subrubiginosa                         | Lowy                                                 | 1976           |
| Tremella sulcariae                             | Diederich & M.S. Christ.                             | 1996           |
| Tremella taiwanensis                           | Chee J. Chen                                         | 1998           |
| Tremella tawa                                  | McNabb                                               | 1990           |
| Tremella telleriae                             | M. Dueñas                                            | 2001           |
| Tremella tropica                               | Chee J. Chen                                         | 1998           |
| Tremella tubulosae                             | Diederich, Coppins, J.C. Zamora, Millanes & Wedin    | 2020           |
| Tremella tuckerae                              | Diederich                                            | 2007           |
| Tremella umbilicariae                          | Diederich & Millanes                                 | 2014           |
| Tremella variae                                | Pérez-Ort., Millanes, V.J. Rico & J.C. Zamora        | 2016           |
| Tremella vasifera                              | Chee J. Chen                                         | 1998           |
| Tremella verrucosa                             | L.                                                   | 1763           |
| Tremella versicolor (Schorszwamtrilzwam)       | Berk. & Broome                                       | 1854           |
| Tremella vescicaria                            | Speg.                                                | 1918           |
| Tremella vesiculosa                            | McNabb                                               | 1990           |
| Tremella vinosa                                | Massee                                               | 1899           |
| Tremella vinosotincta                          | Rick                                                 | 1958           |
| Tremella volcanaqua                            | Lowy                                                 | 1964           |
| Tremella wedinii                               | Diederich, Common & Millanes                         | 2019           |
| Tremella wirthii (Kleine korstmostrilzwam)     | Diederich                                            | 1996           |
| Tremella yokohamensis                          | (Alshahni, Satoh & Makimura) Yurkov                  | 2015           |
| Tremella zhejiangensis                         | F. Wu, L.F. Fan & Y.C. Dai                           | 2021           |